# Мемет Севдияр
Меме́т Севдия́р (настоящая фамилия — Муеди́нов (Муедин); крымскотат. Memet Sevdiyar (Müedin); 15 января 1913, Симферополь — 9 июня 1999, Нью-Йорк, Нью-Йорк) — крымскотатарский писатель, журналист. Главный редактор газеты «Азат Кърым». Брат писателя Рустема Муедина.

## Биография
Родился 15 января 1913 года в Симферополе. Отец — Осман Муедин, мать — Анифе Эбубекир. Брат — писатель Рустем Муедин (1919—2012). Семья проживала в Старом городе Симферополя по улице Минаретной.
Окончил Симферопольскую школу-рушдие, учился в 13-й крымскотатарской школе. Поступил в Казанский архитектурный институт, однако из-за финансовых трудностей окончить его не сумел и вернулся на полуостров. В Симферополе учился на вечернем отделение филологического факультета Крымского педагогического института, которое окончил в 1935 году.
В 1935 году его призвали в армию. Отслужив два года в армии, в 1937 году стал заведующим литературным отделом Крымского радиокомитета. После начала Великой Отечественной войны был призван в армию. Попал в плен, после чего вернулся на родину, оккупированную нацистами. В Симферополе работал главным редактором коллаборационистской газеты «Азат Кърым» («Свободный Крым»). Публиковался под псевдонимом Мемет Решат. По некоторым данным сотрудничал с подпольщиками и партизанами.
Перед освобождением Крыма советской армией в 1944 году покинул полуостров и переехал сначала в Румынию, а затем в Италию. Учился на восточном факультете университета в Ватикане. В 1948 году переехал в Турцию. С 1957 году вместе с другими крымскими татарами издавал журнал «Kırım» («Крым»), вёл рубрики «Народные эпосы» и «Забытые портреты».
В 1961 году Мемет Севдияр переехал в США. Принимал участие в деятельности национально-культурного центра крымских татар и фонда «Крым». Публиковал статьи в русскоязычной газете Нью-Йорка по проблемам крымских татар. Вместе с фондом «Крым» участвовал в подготовке изданий: «Numan Çelebi Cihannın Hayatı» («Жизнь Номана Челебиджихана») (1972), «Ташкентский процесс» (1976), «А когда мы вернемся» (1977), «Шесть дней» (1980), «В подполье можно встретить только крыс…» (1981), «Нуман Челеби-Джиханнынъ шиирлери» («Стихотворения Номана Челебиджихана») (1984) и «Живой факел» (1986). Также издал работу «Этюды об этногенезе крымских татар» и сборник стихов «Гъурбет ёлларында» («На дорогах чужбины»).
Скончался 9 июля 1999 года в Нью-Йорке. Похоронен в Вашингтоне.
В 2016 году «Землячество крымских татар» в Киеве наградило Севдияра знаком «За заслуги перед крымскотатарским народом».

## Работы
- Америкадан мектюп // Йылдыз. — 2000. — № 1. — С.130-135.
- Kırım Tatar milletinin davası ne olmalı?: [«Hakikatlere göz yummayalım!» makalesinin kısaltılmış parçası] / M. Sevdiyar // BİRLİK : Qırım tatar milliy merkeziniñ siyasiy, içtimaiy ve edebiy neşiridir. — New York : Qırım Fondu, 2006. — 2006, Sayı: 18. — С. 119—122.
- Qırım: Nemse İşgali Devri / М. Sevdiyar // Birlik. — 2001. — № 4. — С. 15-27.
- Появление сармат (Амазонки в Крыму) // Къырым. — 1998. — Март 14 .
- Эльвида, ватан! ; Арзуларым ; Къутур, денъиз ; Сагъынув ; Агълама, бульбуль ; Къырымгъа ялынъыз татарнынъ акъкъы бар! Йырла кедай ; Ватан — Къырымгъа ачыкъ мектюп ; Унутылмаз козьяшлар ; Миллий матем ; Юрек агълай : шиирлер; Аджджы такъдир : дестан // Къырымтатар иджрет эдебияты. Окъув къулланмасы / тертип эткенлер : Э. Э. Къуртумеров, Т. Б. Усеинов, А. М. Харахады. — Симферополь : Къырым девлет окъув-педагогика нешрияты, 2002. — С. 122—150.